# Stanley Cup 1998
La finale della Stanley Cup 1998 è stata una serie al meglio delle sette gare che ha determinato il campione della National Hockey League per la stagione 1997-98. Al termine dei playoff i Washington Capitals, campioni della Eastern Conference, si sfidarono contro i Detroit Red Wings, campioni nella Western Conference. I Detroit Red Wings nella serie finale di Stanley Cup usufruirono del fattore campo in virtù del maggior numero di punti ottenuti nella stagione regolare, 103 punti contro i 92 dei Capitals. La serie iniziò il 9 giugno e finì il 16 giugno con la conquista da parte dei Red Wings della Stanley Cup per 4 a 0.
Per i Capitals questa fu la prima apparizione alle finali della Stanley Cup fin dalla fondazione della franchigia nel 1974, la ventunesima invece per i Red Wings. Per il quarto anno di fila la serie si concluse sul 4-0 e la formazione di Detroit fu in grado di difendere il titolo vinto l'anno precedente contro i Philadelphia Flyers. L'ultima squadra capace di vincere due titoli di fila era stata quella dei Pittsburgh Penguins nel biennio 1991-1992. Il successo fu dedicato al massaggiatore Sergej Mnacakanov e al difensore Vladimir Konstantinov, vittime un anno prima di un grave incidente stradale. Su richiesta della squadra i loro nomi furono comunque incisi sul trofeo.
Al termine della serie l'attaccante canadese Steve Yzerman fu premiato con il Conn Smythe Trophy, trofeo assegnato al miglior giocatore dei playoff.

## Contendenti

### Washington Capitals
I Washington Capitals conclusero la stagione regolare al terzo posto della Atlantic Division, il quarto della Conference, con 92 punti conquistati. Nel corso dei playoff sconfissero tre squadre tutte provenienti dalla Northeast Division: al primo turno superarono per 4-2 i Boston Bruins, mentre al secondo gli Ottawa Senators per 4-1. Nella finale della Conference infine affrontarono i Buffalo Sabres e li superarono per 4-2.

### Detroit Red Wings
I Detroit Red Wings conclusero la stagione regolare al secondo posto nella Central Division, il terzo nella Conference, totalizzando 103 punti. Al primo turno sconfissero i Phoenix Coyotes, per 4-2, mentre al secondo turno superarono per 4-2 i St. Louis Blues. Infine nella finale di Conference sconfissero per 4-2 i Dallas Stars.

## Serie

### Gara 1
| Arbitro: | Bill McCreary |

|              |           |                            |
| Zedník 35:57 | Marcatori | 14:04 Kocur 16:18 Lidström |

### Gara 2
| Arbitro: | Don Koharski |

|                                                   |           |                                                              |
| Bondra 21:51 Simon 26:11 Oates 31:03 Juneau 47:05 | Marcatori | 07:49, 46:37 Yzerman 48:08 Lapointe 55:46 Brown 75:24 Draper |

### Gara 3
| Arbitro: | Terry Gregson |

|                               |           |               |
| Holmström 00:35 Fëdorov 55:09 | Marcatori | 50:35 Bellows |

### Gara 4
| Arbitro: | Bill McCreary |

|                                                |           |               |
| Brown 10:30, 41:32 Lapointe 22:26 Murphy 31:46 | Marcatori | 27:49 Bellows |

## Roster dei vincitori
| Vincitori della Stanley Cup 1998 Detroit Red Wings | Portieri: Chris Osgood, Kevin Hodson Difensori: Vjačeslav Fetisov, Bob Rouse, Nicklas Lidström (A), Dmitrij Mironov, Aaron Ward, Jamie Macoun, Anders Eriksson, Larry Murphy Attaccanti: Igor' Larionov, Mathieu Dandenault, Vjačeslav Kozlov, Brendan Shanahan (A), Doug Brown, Kirk Maltby, Steve Yzerman (C), Martin Lapointe, Mike Knuble, Darren McCarty, Joe Kocur, Kris Draper, Brent Gilchrist, Sergej Fëdorov, Tomas Holmström Staff Tecnico: Scotty Bowman (Allenatore), Barry Smith (Ass. allenatore), Dave Lewis (Ass. allenatore) |